# Diocesi di Jackson

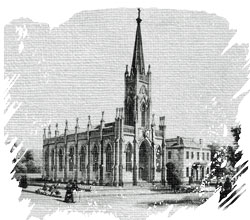
L'ex cattedrale diocesana di Natchez.

La diocesi di Jackson (in latino: Dioecesis Jacksoniensis) è una sede della Chiesa cattolica negli Stati Uniti d'America suffraganea dell'arcidiocesi di Mobile. Nel 2021 contava 42.746 battezzati su 2.303.753 abitanti. È retta dal vescovo Joseph Richard Kopacz.

## Territorio
La diocesi comprende 65 contee nella parte settentrionale e centrale del Mississippi, negli Stati Uniti d'America: Adams, Alcorn, Amite, Attala, Benton, Bolivar, Calhoun, Carroll, Chickasaw, Choctaw, Claiborne, Clarke, Clay, Coahoma, Copiah, DeSoto, Franklin, Grenada, Hinds, Holmes, Humphreys, Issaquena, Itawamba, Jasper, Jefferson, Kemper, Lafayette, Lauderdale, Leake, Lee, Leflore, Lincoln, Lowndes, Madison, Marshall, Monroe, Montgomery, Neshoba, Newton, Noxubee, Oktibbeha, Panola, Pike, Pontotoc, Prentiss, Quitman, Rankin, Scott, Sharkey, Simpson, Smith, Sunflower, Tallahatchie, Tate, Tippah, Tishomingo, Tunica, Union, Warren, Washington, Webster, Wilkinson, Winston, Yalobusha e Yazoo.
Sede vescovile è la città di Jackson, dove si trova la cattedrale di San Pietro apostolo (Cathedral of St. Peter the Apostle). A Natchez sorge la basilica minore di Santa Maria (St. Mary Basilica), dove riposano le spoglie del primo vescovo del Mississippi, John Joseph Chanche.
Il territorio si estende su 97.495 km² ed è suddiviso in 72 parrocchie.

## Storia
La prima testimonianza storicamente documentabile della presenza di un missionario in quello che è oggi lo Stato del Mississippi risale al 1682: al seguito di René Robert Cavelier de La Salle, esploratore francese che per primo discese il fiume Mississippi rivendicando le terre da lui esplorate per la Francia, v'era il frate minore recolletto Zenobius Membre, che celebrò la prima messa in quel territorio, il giorno di Pasqua, nei pressi di Fort Adams, nell'odierna contea di Wilkinson, 40 miglia a sud di Natchez.
Nel 1716 venne fondata Fort Rosalie, da cui si sviluppò la città di Natchez, e qui fu costruita la prima chiesa cattolica del Mississippi, istituita in parrocchia nel 1722.
In seguito alle imprese militari del generale spagnolo Bernardo de Gálvez y Madrid, nel 1779 il territorio del Mississippi passò sotto la corona spagnola. Nel 1788, una chiesa spagnola dedicata al Santissimo Salvatore (San Salvador) fu costruita a Natchez, nel centro della città; nei pressi di questo edificio furono in seguito edificate l'attuale basilica di Santa Maria e la sua canonica. Nel 1793 fu eretta la diocesi di New Orleans, da cui dipendeva anche il Mississippi.
Agli inizi dell'Ottocento il territorio del Mississippi passò sotto l'amministrazione degli Stati Uniti d'America. Il 13 agosto 1822 la Santa Sede eresse il vicariato apostolico di Mississippi e Alabama, affidato alle cure di Giuseppe Rosati, missionario italiano originario di Sora. Il 21 gennaio dell'anno successivo, anche la Florida, già appartenuta ecclesiasticamente alla diocesi di New Orleans, fu annessa al vicariato apostolico di Mississippi e Alabama. Queste decisioni tuttavia non ebbero effetto: infatti furono abrogate da papa Pio VII il 14 luglio 1823, poco prima di morire.
Due anni dopo, il 19 agosto 1825, il nuovo papa, Leone XII, istituì il vicariato apostolico del Mississippi, distaccandone il territorio dalla giurisdizione degli arcivescovi di Baltimora e affidandone la cura ai vescovi pro tempore di New Orleans. Tuttavia anche questa decisione fu di breve durata: infatti, con il breve Inter multiplices del 18 luglio 1826, Leone XII eresse la diocesi di Saint Louis e contestualmente estese la giurisdizione dei vescovi di New Orleans anche al territorio del Mississippi.
Il 28 luglio 1837 per effetto del breve Universi Dominici Gregis di papa Gregorio XVI fu eretta la diocesi di Natchez con territorio smembrato dalla diocesi di New Orleans e con giurisdizione su tutto il Mississippi. Il primo vescovo tuttavia, John Joseph Mary Benedict Chanche, fu nominato solo alla fine del 1840 e prese possesso della sua diocesi nel mese di maggio del 1841.
In origine la diocesi era immediatamente soggetta alla Santa Sede. Il 19 luglio 1850 entrò a far parte della provincia ecclesiastica di New Orleans, elevata al rango di sede metropolitana.
Il 19 settembre 1886 fu consacrata la cattedrale di Natchez, dedicata alla Vergine Maria (Saint Mary Cathedral); fu la cattedrale della diocesi fino al 1977.
Il 18 dicembre 1956 assunse il nome di diocesi di Natchez-Jackson, in forza del decreto Urbs Jacksonium della Congregazione Concistoriale; dal 1948 infatti il vescovo Richard Gerow aveva traslato la sede della diocesi da Natchez a Jackson, capitale dello Stato.
Il 1º marzo 1977 ha ceduto una porzione del suo territorio a vantaggio dell'erezione della diocesi di Biloxi. Contestualmente ha assunto il nome attuale e Natchez è stata inserita nell'elenco delle sedi titolari della Chiesa cattolica.
Il 29 luglio 1980 entrò a far parte della provincia ecclesiastica di Mobile.

## Cronotassi dei vescovi
Si omettono i periodi di sede vacante non superiori ai 2 anni o non storicamente accertati.
- Louis-Guillaume-Valentin Dubourg, P.S.S. † (19 agosto 1825 - 13 agosto 1826 nominato vescovo di Montauban)
  - Thomas Heyden † (28 luglio 1837 - 1838 dimesso) (vescovo eletto)
- John Joseph Mary Benedict Chanche, P.S.S. † (15 dicembre 1840 - 22 luglio 1852 deceduto)
- James Oliver Van de Velde, S.I. † (29 luglio 1853 - 13 novembre 1855 deceduto)
- William Henry Elder † (9 gennaio 1857 - 23 luglio 1878 dimesso[8])
- Francis August Anthony Joseph Janssens † (18 febbraio 1881 - 7 agosto 1888 nominato arcivescovo di New Orleans)
- Thomas Heslin † (29 marzo 1889 - 22 febbraio 1911 deceduto)
- John Edward Gunn † (1º luglio 1911 - 19 febbraio 1924 deceduto)
- Richard Oliver Gerow † (23 giugno 1924 - 2 dicembre 1967 ritirato[9])
- Joseph Bernard Brunini † (2 dicembre 1967 - 24 gennaio 1984 ritirato)
- William Russell Houck † (11 aprile 1984 - 3 gennaio 2003 ritirato)
- Joseph Nunzio Latino † (3 gennaio 2003 - 12 dicembre 2013 ritirato)
- Joseph Richard Kopacz, dal 12 dicembre 2013

## Statistiche
La diocesi nel 2021 su una popolazione di 2.303.753 persone contava 42.746 battezzati, corrispondenti all'1,9% del totale.
| anno | popolazione | popolazione | popolazione | presbiteri | presbiteri | presbiteri | presbiteri                | diaconi | religiosi | religiosi | parrocchie |
| anno | battezzati  | totale      | %           | numero     | secolari   | regolari   | battezzati per presbitero | diaconi | uomini    | donne     | parrocchie |
| ---- | ----------- | ----------- | ----------- | ---------- | ---------- | ---------- | ------------------------- | ------- | --------- | --------- | ---------- |
| 1950 | 50.559      | 2.183.796   | 2,3         | 142        | 68         | 74         | 356                       |         | 123       | 380       | 66         |
| 1966 | 74.343      | 2.178.241   | 3,4         | 216        | 132        | 84         | 344                       |         | 178       | 496       | 97         |
| 1970 | 82.383      | 2.161.481   | 3,8         | 191        | 111        | 80         | 431                       | 1       | 138       | 425       | 106        |
| 1976 | 86.773      | 2.324.000   | 3,7         | 179        | 109        | 70         | 484                       | 1       | 140       | 398       | 112        |
| 1980 | 42.585      | 1.724.000   | 2,5         | 117        | 74         | 43         | 363                       | 9       | 54        | 299       | 73         |
| 1990 | 46.410      | 1.920.000   | 2,4         | 95         | 62         | 33         | 488                       | 10      | 45        | 275       | 75         |
| 1999 | 45.408      | 1.980.025   | 2,3         | 99         | 67         | 32         | 458                       | 7       | 12        | 289       | 74         |
| 2000 | 47.334      | 1.994.011   | 2,4         | 87         | 58         | 29         | 544                       | 7       | 43        | 275       | 74         |
| 2001 | 47.873      | 1.994.011   | 2,4         | 88         | 58         | 30         | 544                       | 8       | 42        | 240       | 74         |
| 2002 | 48.808      | 1.994.946   | 2,4         | 89         | 55         | 34         | 548                       | 1       | 48        | 222       | 74         |
| 2003 | 51.347      | 1.997.485   | 2,6         | 80         | 52         | 28         | 641                       | 7       | 43        | 228       | 74         |
| 2004 | 51.992      | 1.998.130   | 2,6         | 79         | 50         | 29         | 658                       | 7       | 43        | 212       | 74         |
| 2006 | 51.000      | 2.130.000   | 2,4         | 79         | 49         | 30         | 645                       | 7       | 44        | 218       | 74         |
| 2012 | 52.500      | 2.203.000   | 2,4         | 80         | 47         | 33         | 656                       | 4       | 41        | 156       | 75         |
| 2013 | 52.900      | 2.219.000   | 2,4         | 84         | 48         | 36         | 629                       | 5       | 43        | 154       | 74         |
| 2016 | 45.845      | 2.167.132   | 2,1         | 83         | 53         | 30         | 552                       | 4       | 36        | 133       | 68         |
| 2019 | 43.865      | 2.182.200   | 2,0         | 81         | 56         | 25         | 541                       | 10      | 32        | 100       | 72         |
| 2021 | 42.746      | 2.303.753   | 1,9         | 83         | 63         | 20         | 515                       | 7       | 25        | 45        | 72         |